# Feira Grande
Feira Grande is een gemeente in de Braziliaanse deelstaat Alagoas. De gemeente telt 21.824 inwoners (schatting 2009).
De gemeente grenst aan Arapiraca, Campo Grande, Lagoa da Canoa, Porto Real do Colégio en São Sebastião.